# Grond (ariete)
Grond es el nombre que dio J. R. R. Tolkien a un ariete que aparece en su novela El Señor de los Anillos, concretamente en el capítulo 4 «El sitio de Gondor» del libro quinto (tercer tomo, El retorno del Rey).

## Grond en la novela de Tolkien
Tolkien describe a Grond como un enorme ariete de cien pies de longitud que se balanceaba sobre unas cadenas poderosas, y rematado por una cabeza de lobo enfurecido forjada en negro acero. Disponía también de una cobertura ignífuga. Tolkien hizo que las fuerzas del mal llamaran este ariete así en honor del arma de Morgoth.
El ejército al servicio de Sauron utilizó a Grond el 15 de marzo del año 3019 T. E. en el asedio de Minas Tirith contra las puertas de la ciudad, durante la batalla de los Campos del Pelennor que se disputó al final de la Guerra del Anillo. La novela describe cómo Grond era arrastrado por «grandes bestias» (probablemente por olifantes, ya que, aunque no se dice así expresamente, son mencionados unas pocas líneas antes); custodiado por orcos y manejado por trolls de las montañas. Con la ayuda de un hechizo del Rey Brujo de Angmar, y los sortilegios utilizados al forjarlo en Mordor, Grond destruyó las formidables puertas de Minas Tirith en solo tres embestidas. Al tercer golpe, las puertas volaron por los aires en medio de un relámpago mágico, y cayeron rotas en mil pedazos.

## Adaptaciones al cine
Grond aparece en la tercera parte de la adaptación animada de El Señor de los Anillos de 1980, titulada El retorno del Rey, y producida por Rankin/Bass Productions, Inc.
En El Señor de los Anillos: el retorno del Rey, de Peter Jackson, Grond tiene un impresionante aspecto: la cabeza de lobo tiene las fauces entreabiertas, y a través de los dientes se ve fuego en el interior. Unas bestias similares a enormes bueyes tiran de él. Durante el asedio de Minas Tirith, Gothmog ordena a sus soldados «Bring forth the Wolf's Head!» («¡Traed la cabeza de lobo!»), cuando uno de los capitanes sentencia que nada puede derribar esas puertas. Grond es empleado contra ellas y todo transcurre como en la novela.